# Isla de Óbuda
La isla de Óbuda (en húngaro: Óbudai-sziget, también llamada Hajógyári) es una isla fluvial de Hungría localizada en el río Danubio, justo al norte de la más famosa isla Margarita. Es una parte integral del tercer distrito de Budapest (Distrito de Óbuda). Se trata de un tranquilo parque en medio de la animada Budapest, llamado Parque 9 de mayo.
Cada agosto, la isla recibe el Sziget Festival. Posee 108 hectáreas de superficie, con un largo de 2,75 km y un ancho máximo de 1,65 km. Administrativamente depende de la región de Közép-Magyarország (Hungría Central).